# 瞳の中のGalaxy/Hero
『瞳の中のGalaxy/Hero』（ひとみのなかのギャラクシー/ヒーロー）は、日本の男性アイドルグループ・嵐の通算13枚目となるシングル。2004年8月18日にジェイ・ストームから発売された。

## 概要
『ハダシの未来/言葉より大切なもの』に次ぎグループ3作目となる両A面シングル。これまでの両A面作品と同じく、A面曲共にタイアップがついている。ジャケットや帯の表記では「瞳の中のGalaxy | Hero」となっており、両A面表記の通例である“／”が使われていない。
通常盤のほか、仕様違いの初回生産限定盤2パターンの計3パターンで発売。それぞれジャケット違いであり、初回生産限定盤【Type1】は「瞳の中のGalaxy」のオリジナル・カラオケとPVを収録したDVD付属、初回生産限定盤【Type2】は「Hero」のオリジナル・カラオケ及びPV収録のDVD付属となっている。一方通常盤は2曲のオリジナル・カラオケ、更にボーナストラックも収録しており、楽曲としては通常盤1つで網羅することが可能である。嵐として、DVD付属の初回限定盤を発売した最初の作品である。また、今作から初回盤には少々割高にはなるが、DVD付き、初回盤と通常盤で収録楽曲が異なる、16Pブックレット付きなどの特典が定着化するようになった。
「瞳の中のGalaxy」「Hero」とも、PVの監督は高城明久が担当。

## チャート成績
初週17.1万枚を売り上げ、8月30日付オリコン週間シングルランキングで初登場1位を獲得。シングル1位獲得は前作『PIKA★★NCHI　DOUBLE』に続き2作連続通算9作目、TOP3入りはデビューシングル『A・RA・SHI』から13作連続となった。また、初週売上は前作の8.9万枚を上回った。

## 収録曲

### CD

#### 通常盤・初回生産限定盤【Type1】
※は通常盤のみ収録。
1. 瞳の中のGalaxy [5:19]
作詞・作曲：藤井フミヤ、編曲：CHOKKAKU
  - 二宮和也主演 テレビ朝日系木曜ドラマ『南くんの恋人』主題歌
  - 二宮にのみソロパートがある(このためか、二宮以外のメンバーは次の『サクラ咲ケ』でソロパートをとっている)。
2. Hero [4:55]
作詞：SPIN、作曲：谷本新、編曲：石塚知生
  - 日本テレビ系『2004 アテネオリンピック』中継イメージソング

自身初のオリンピックテーマソングとなった。
また、歌詞の中には嵐がメインパーソナリティを担当した『24時間テレビ27 愛は地球を救う』のこの年のメインテーマである「あなたの夢はみんなの夢」が含まれている。
3. Hey Hey Lovin' You※ [4:50]
作詞：久世まりあ、作曲：コモリタミノル、編曲：CHOKKAKU
4. 瞳の中のGalaxy（オリジナル・カラオケ）
5. Hero（オリジナル・カラオケ）※
6. Hey Hey Lovin' You（オリジナル・カラオケ）※

#### 初回生産限定盤【Type2】
1. Hero
2. 瞳の中のGalaxy
3. Hero（オリジナル・カラオケ）

### DVD

#### 初回生産限定盤【Type1】
1. 「瞳の中のGalaxy」ビデオ・クリップ
監督：高城明久

#### 初回生産限定盤【Type2】
1. 「Hero」ビデオ・クリップ
監督：高城明久

## 収録アルバム
- 5×5 THE BEST SELECTION OF 2002←2004（#1, 2）
- 5×10 All the BEST! 1999-2009（#1, 2）
- ウラ嵐マニア（通常盤#3）
- 5×20 All the BEST!! 1999-2019（#1, 2）
- ウラ嵐BEST 1999-2007（通常盤#3）

## 映像作品
瞳の中のGalaxy
- 2004 嵐!いざッ、Now Tour!!
- ARASHI Anniversary Tour 5×10

Hero
- 2004 嵐!いざッ、Now Tour!!
- ARASHI AROUND ASIA Thailand-Taiwan-Korea（初回限定盤）
- ARASHI AROUND ASIA+ in DOME
- SUMMER TOUR 2007 FINAL Time -コトバノチカラ-
- ARASHI Anniversary Tour 5×10
- ARASHI 10-11 TOUR "Scene"〜君と僕の見ている風景〜 STADIUM
- ARASHI LIVE TOUR Beautiful World

Hey Hey Lovin' You
- ARASHI アラフェス NATIONAL STADIUM 2012